# Вацлав Єжек
Вацлав Єжек (чеськ. Václav Ježek; 1 жовтня 1923, Зволен, Чехословаччина — 27 серпня 1995, Прага, Чехія) — чехословацький футболіст і тренер. Виступав на позиції нападника.
Тренував празьку «Спарту», нідерландські «АДО Ден Гаг» та «Феєнорд», швейцарський «Цюрих» та національну збірну Чехословаччини. Під його керівництвом збірна виграла чемпіонат Європи 1976 року. Це був єдиний успіх команди на міжнародних змаганнях. Цей успіх також допоміг Єжеку виграти опитування на звання найкращого чеського футбольного тренера 20 століття.

## Кар'єра
Як гравець виступав за різні аматорські клуби, потім перейшов на тренерську роботу. Спочатку працював із молодіжними командами, потім у 1964 році був запрошений у празьку «Спарту». За 5 років роботи в клубі він виграв два чемпіонати Чехословаччини в 1965 і 1967 роках.
Після цього успіху він залишив Чехословаччину і переїхав до Нідерландів. Там очолив гаазький «АДО Ден Гаг». Найвищим його досягненням стала бронза у сезоні 1970/71 та вихід у фінал Кубка у сезоні 1971/72.
Після роботи в Голландії його запросили до збірної Чехословаччини. На чемпіонат світу 1974 року чехи не потрапили, поступившись одним очком у відбірковому циклі Шотландії. Але у відбірковому турнірі на Євро-1976 у групі збірна посіла перше місце, випередивши команди Англії, Португалії та Кіпру. У чвертьфіналі за жеребом суперником став СРСР. У двоматчевому протистоянні перемогла ЧССР, у першому матчі перемігши 2:0 і зігравши внічию 2:2 у другому. Фінальний турнір проходив у Югославії. У півфіналі у додатковий час чехословаки перемогли Нідерланди, а у фіналі по пенальті виграли у ФРН завдяки Антоніну Паненці, який виконав свій фірмовий удар.

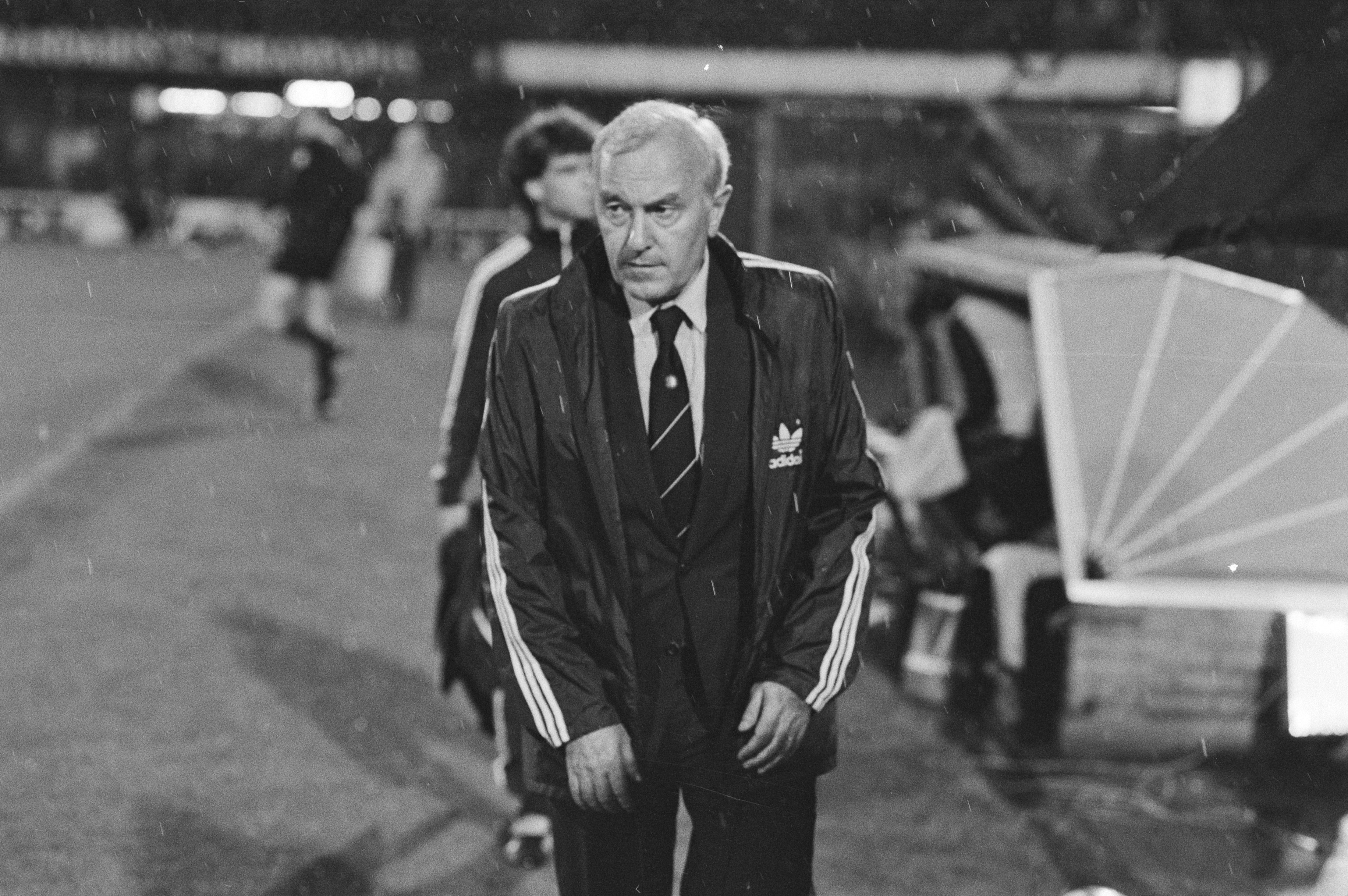
Вацлав Єжек як тренер «Феєнорда». 1981 рік.

Після Євро, Чехословаччина не змогла потрапити на чемпіонат світу 1978 року, поступившись у відборі Шотландії та Уельсу. Після цього Єжека замінили на Йозефа Венглоша, а Вацлав очолив «Феєнорд». З ним він виграв Кубок Нідерландів 1979/80 і став другим у чемпіонаті 1978/79.
1982 року знову очолив «Спарту». З нею він переміг у чемпіонаті у 1984 році.
Після цього Єжек кілька років керував «Цюрихом», а 1986 року знову повернувся до Чехії і до 1988 року керував празькою «Спартою», вигравши з нею два чемпіонати.
У 1988—1990 роках Єжек був помічником Йозефа Венглоша, тодішнього тренера збірної Чехословаччини. Дует вийшов на чемпіонат світу в Італії, де Чехословаччина вибула у чвертьфіналі після поразки з рахунком 0:1 від майбутнього чемпіона, Західної Німеччини.
У 1990 році Єжек знову став тренером «Спарти», вигравши шостий титул чемпіона з цією командою у 1991 році.
1993 року Єжек вдруге очолив збірну Чехословаччини і керував нею в 6 відбіркових матчах до чемпіонату світу в США, але не зміг потрапити у фінальну стадію турніру, після чого збірна припинила існування, таким чином Єжек став останнім тренером в історії чехословацької збірної.
Єжек помер у Празі у 1995 році у віці 71 року. Ім'я Єжека також носить футбольний турнір — Меморіал Вацлава Єжека — організований з 1994 року для молодіжних збірних.

## Досягнення
- Чемпіон Чехословаччини (6): 1964/65, 1966/67, 1983/84, 1986/87, 1987/88, 1990/91
- Володар Кубка Чехословаччини (3): 1963/64, 1983/84, 1987/88
- Володар Кубка Нідерландів: 1979/80
- Чемпіон Європи: 1976
- Тренер року в Чехословаччині (2) : 1987, 1988